# الضفدع البربري
الضفدع البربري (ويسمى أيضاً الضفدع الأمازيغي أو الضفدع المغربي) هو نوع من الضفادع من عائلة علجوم حقيقي، والتي توجد في شمال غرب إفريقيا. وقد تم إكتشافه من طرف العالم هيرمان شليغل في عام 1841.

## الوصف
الضفدع البربري هو ضفدع كبير يصل طول جسمه إلى 13-15 سم. الأجزاء العلوية بيج إلى زيتوني مع بقع برتقالية أو حمراء كبيرة. الأجزاء السفلية بيضاء مع بقع رمادية صغيرة. يمكن العثور عليها في مجموعة متنوعة من الأشكال اللونية، حيث يختلف اللون الخلفي من البقع الداكنة من البني أو الزيتوني أو البرتقالي أو البني المحمر إلى اللون الرملي البسيط.

## أماكن التواجد
تم العثور على الضفدع البربري في شمال غرب إفريقيا، وتوجد في المغرب شرقاً عبر الجزائر إلى تونس، وجنوباً إلى أقصى الجزء الشمالي من الصحراء، على الرغم من أن هذا لم يتم تأكيده بعد. توجد مجموعة تم إدخالها أيضًا في إسبانيا بالقرب من منتزه لوس أركولنوكاليس الطبيعي بالقرب من الجزيرة الخضراء.
يتواجد هذا النوع من الضفادع في غابات البلوط الجافة شبه الاستوائية أو الاستوائية، والأراضي الشجرية الجافة شبه الاستوائية أو الاستوائية، والأنهار، ومستنقعات المياه العذبة، ومستنقعات المياه العذبة المتقطعة، والأراضي الصالحة للزراعة، والمراعي، والمزارع والمناطق الحضرية.
يتكاثر في المسطحات المائية الطازجة أو قليلة الملوحة أو المسطحات المائية بطيئة التدفق. تودع الإناث ما يقرب من 5000-10000 بيضة. خلال النهار يختبئ البالغون تحت الصخور أو في الأنفاق.